# کالپت (وایومینگ)
کالپت (به انگلیسی: Calpet) یک منطقهٔ مسکونی در ایالات متحده آمریکا است که در شهرستان سوبلت، وایومینگ واقع شده‌است. کالپت ۱۲٫۰ کیلومتر مربع مساحت و ۷ نفر جمعیت دارد و ۲٬۰۸۱ متر بالاتر از سطح دریا واقع شده‌است.